# Джулиус (гей-бар)
«Джулиус’ Бар» (англ. Julius’ Bar) — старейший гей-бар Нью-Йорка в доме 159 на Западной 10-й улице в Гринвич-Виллидж, в Манхэттене. Открыт как таверна в 1867 году. Гомосексуалы начали посещать бар в 1950-х годах, но официально их стали обслуживать в нём с 1966 года, после акции «Глоток», которую провели в баре четыре члена Общества Маттачине. Эта акция привела к признанию права гомосексуалов на обслуживание в питейных заведениях штата Нью-Йорк, имеющих лицензию на торговлю спиртными напитками.
Частыми посетителями заведения были драматург Теннесси Уильямс, писатель Трумэн Капоте и танцор Рудольф Нуреев. 20 апреля 2016 года бар был включён в список Национального реестра исторических мест США, как объект, имеющий значение для социальной истории.

## История
Таверна «Джулиус» была открыта в 1867 году, в тот же год, что и пивоварня Якоба Рупперта в районе Йорквилль. Бочки с надписью «Якоб Рупперт» ныне используются в гей-баре в качестве столов. Среди старых фотографий скакунов, боксёров и актёров на стенах гей-бара есть и рисунки с изображениями бурлескных девушек, а также изображение, подписанное журналистом Уолтером Уинчеллом, в котором говорится, что он любит «Джулиус». Питейное заведение приобрело популярность в 1930—1940-е годы из-за соседства с джаз-клубом «Ник’с» в Гринвич-Виллидж.
С конца 1950-х годов в «Джулиус» начали заходить гомосексуалы. В то время, согласно распоряжению Управления по борьбе с алкоголизмом в штате Нью-Йорк, бары не имели право подавать спиртные напитки «непорядочным людям» — пьяницам, дебоширам и гомосексуалам. Бармены часто выставляли из заведения известных им гомосексуалов или требовали от них не использовать заведение для круизинга. Несмотря на то, что гомосексуалы оставались большой частью клиентуры «Джулиуса» в начале 1960-х годов, владельцы бара всё ещё продолжали преследовать их.

### Акция «Глоток»
21 апреля 1966 года члены нью-йоркского отделения Общества Маттачине устроили в баре «Джулиус» акцию «Глоток», которая должна была изменить правовой статус в отношении обслуживания гомосексуалов в питейных заведениях штата. Президент Общества Маттачине Дик Лейч, вице-президент Крейг Родвелл и рядовой член Джон Тиммонс, планировали привлечь внимание суда штата к дискриминационной практике в отношении гомосексуалов. Заказав спиртное, все трое сказали бармену: «Мы гомосексуалы. Мы в трезвом уме. Мы намерены оставаться в том же состоянии. Мы хотим заказать себе выпить».
Перед этим они посетили украинско-американский ресторан на пересечении Сент-Марк-плейс и Третьей авеню в Ист-Виллидж, на дверях которого было написано: «Если вы гомосексуал, пожалуйста, уходите». Все трое появились уже после того, как репортер «Нью-Йорк таймс» спросил менеджера заведения о том, что он думает о планируемом протесте в его ресторане, и тот закрыл заведение на день. Затем Лейч, Родвелл и Тиммонс направились в отель бар под названием «Вайкики», находившийся в отеле «Говард Джонсон’с», где их обслужили, несмотря на объявление о том, что заведение не обслуживает гомосексуалов. Позднее на вопрос репортёра, почему он это сделал, бармен заведения ответил: «Откуда мне знать, что они гомосексуалисты? Они не делали ничего гомосексуального».
Разочарованные, члены Общества Маттачине отправились в бар «Джулиус», где несколькими днями ранее за вымогательство секса был арестован некий священнослужитель. Вывеска в окне бара гласила, что он является заведением, в котором полицией проводятся рейды. Бармен начал готовить Лейчу, Родвеллу и Тиммонсу напиток, но, когда они заявили ему о свой гомосексуальности, он положил руку на стакан и отказался их обслуживать. Этот момент был сфотографирован репортёром, а на следующий день газета «Нью-Йорк таймс» опубликовала снимок под заголовком «Изгнание трёх посетителей из бара».
После акции члены Общества Маттачине оспорили запрет продавать спиртные напитки ЛГБТ в суде штата Нью-Йорк, который постановил, что гомосексуалы имеют право мирно собираться в питейных заведениях. Постановление суда фактически аннулировало распоряжение Управления по борьбе с алкоголизмом в штате Нью-Йорк о том, что присутствие гомосексуальной клиентуры в заведении автоматически является основанием для присвоения бару статуса «непорядочного заведения». Решение суда открыло новую эру лицензированных, законно действующих гей-баров. В память об этом событии, «Джулиус» проводит ежемесячную вечеринку под названием «Маттачине».

### Статус
В 2012 году, в ответ на представленные исследования и запрос Общества по сохранению исторического наследия Гринвич-Виллидж, Отдел исторического наследия штата Нью-Йорк определил, что гей-бар «Джулиус» может быть включен в Национальный реестр исторических мест США. В письме о приемлемости такого решения говорится: «Здание соответствует критериям для включения в раздел социальной истории из-за его значения, как места борьбы ЛГБТ-движения за гражданские права». В письме также было упомянуто, что «интерьер здания остается на удивление нетронутым со времени его социальной значимости, то есть с 1966 года». 20 апреля 2016 года гей-бар «Джулиус» был внесён в Национальный реестр исторических мест США.

## В культуре
В баре были сняты сцены из нескольких фильмов: «Оркестранты» (1970), «Следующая остановка — Гринвич-Виллидж» (1976) — в сцене участвовали Ленни Бейкер и Кристофер Уокен, «Любовь — странная штука» (2014) с Джоном Литгоу и Альфредом Молиной, «Сможете ли вы меня простить?» с Мелиссой Маккарти и Ричардом Грантом.